# Mario Mongelli
Mario  Mongelli (né le 20 octobre 1958 à Villejuif à l'époque dans la Seine et aujourd'hui dans le Val-de-Marne) est un joueur de football français qui évoluait au poste d'attaquant et de milieu de terrain, avant de devenir ensuite entraîneur.

## Biographie

### Carrière de joueur
Mario Mongelli commence sa carrière au Paris Saint-Germain. Il joue un match en Ligue 1 avec cette équipe.
Il évolue ensuite en Ligue 2 avec les clubs du Paris FC, du RC Fontainebleau et de l'USL Dunkerque. Il dispute 123 matchs en Ligue 2, inscrivant 18 buts.
Il est demi-finaliste de la Coupe de France en 1980 avec le Paris FC.